# 浄土寺 (文京区)
浄土寺（じょうどじ）は、東京都文京区にある浄土宗の寺院。

## 歴史
1628年（寛永5年）、信蓮社単誉了宅によって開山された。当初は伝通院の裏に位置していた。
1651年（慶安4年）、北ノ荘藩元藩主松平忠直が前年に死去し、単誉了宅が忠直の遺骨を携えて江戸に入府、子の松平光長が檀家となり、寺院として整備されることになった。その後1653年（承応2年）に現在地に移転した。よって開基を松平忠直としている。

## 寺宝等
- 阿弥陀如来像（本尊）
- 観音菩薩立像
- 勢至菩薩立像
- 宝篋印塔

## 墓所
- 松平忠直（北ノ荘藩元藩主）

## 交通アクセス
- 白山駅A1出口より徒歩5分（経路案内）。